# Přejaté slovo
Přejaté slovo (přejímka, výpůjčka) je slovo (vzácněji sousloví, idiom či celá fráze), které je převzato ze zdrojového jazyka (donoru) a začleněno do lexika přebírajícího jazyka (recipientu), aniž by bylo přeloženo. Většinou se tak činí za účelem obohacování a rozšiřování slovníku přebírajícího jazyka. Podobným případem je kalk, v tomto případě však je přejaté slovo (nebo celá fráze) při začlenění do lexika recipientu doslovně přeloženo.

## Sémantické, grafické a fonetické změny
Přejaté slovo si může v novém jazykovém prostředí zachovat původní význam, ale mnohdy dochází k sémantickým posunům, často velmi výrazným. Přitom se může uplatnit konkretizace, zobecnění, metafora, metonymie nebo synekdocha. Příkladem značného sémantického posunu je aravacké slovo tobako, znamenající původně "trubka" či "troubel dýmky", které bylo do evropských jazyků přejato jako název rostliny tabáku.
Při přejímání dochází rovněž k fonetickým a grafickým změnám. Podoba přejatého slova je většinou více či méně přizpůsobena fonetickému systému přebírajícího jazyka. Tyto fonetické změny se v některých jazycích projevují i graficky, např. anglické jeans – české džíny, francouzské fillet – české filé aj.
Některé jazyky mají větší tendenci k přejímání cizích slov a internacionalismů (např. srbština, polština, angličtina), zatímco jiné, tzv. puristické jazyky, výpůjčky raději nahrazují tvorbou neologismů či kalků, k těm patří např. němčina, maďarština nebo čínština.

### Tři fáze adaptačního procesu
Přejaté výrazy mohou projít různou mírou adaptace a jejich začlenění do jazykového systému recipientu často trvá různě dlouhou dobu. 
Některá cizí slova se po přejímce začnou přizpůsobovat poměrně brzy, jiná k tomu dospějí až po delším užívání. Najdeme však i taková, která si svůj původní pravopis zachovávají trvale, přestože jsou již součástí běžné slovní zásoby češtiny. Příkladem může být slovo leasing, který si stále zachovává původní pravopis, na druhou stranu slovo briefing z větší části nahradilo již adaptované brífink. Porovnat můžeme i dvojice jako byznys a business nebo brejk a break se slovy jako laser a baseball.
Adaptační proces můžeme rozdělit do tří fází (stupňů):
1. Slova neadaptovaná – V počáteční fázi si slovo zachovává svou původní podobu. Mluvčí ho zpravidla stále vnímají jako cizí. (Příkladem může být anglický výraz e-mail užívaný v původní formě.)
2. Slova částečně adaptovaná – V této fázi dochází k částečné adaptaci, kdy se cizí základ stává součástí morfologického systému češtiny. Slovo získává české koncovky nebo se rozvíjí odvozeniny, často s využitím českých slovotvorných prostředků (např. slovesné přípony -ovat). (Příkladem může být sloveso mailovat odvozené od e-mail/mail.)
3. Slova plně adaptovaná – Ve třetí fázi je slovo počeštěno po stránce výslovnosti i pravopisu. Uživatelé jazyka mohou plně adaptovaná slova začít vnímat jako součást domácí slovní zásoby.

## Zvláštní typy přejímek

### Zpětné přejetí
Zpětné přejetí je zvláštní případ, k němuž dojde, pokud je slovo přejato ze zdrojového jazyka do jazyka přebírajícího (recipientu), tam změněno a v této pozměněné podobě přejato do lexika původního zdrojového jazyka.
Např.:
- české robot (z díla K. Čapka) – anglické robotic a z toho české robotický.
- francouzské bœuf (dobytče, hovězí) – anglické beef steak a z toho francouzské bifteck.

### Několikeré přejetí
Několikerým přejetím rozumíme případ, kdy je jedno slovo přejato do přebírajícího jazyka vícekrát v průběhu historie, mezi zdrojovým a přebírajícím jazykem obvykle stojí jeden nebo více jazyků, jejichž prostřednictvím je slovo přejato.
Např.:
- latinské hospitale (pohostinnost) bylo do češtiny přejato poprvé ve 13. stol. prostřednictvím němčiny jako špitál, v 19. stol přes francouzštinu jako hotel a ve 20. stol přes němčinu jako hospic.
- řecké apothéke (skladiště) bylo přejato do češtiny v 15. stol. přes latinu jako apatyka, v 19. stol. přes němčinu jako putyka a ve 20. stol. přes francouzštinu jako boutique.

### Hybridní slova
Hybridní slova jsou slova, která v sobě spojují cizí a domácí lexém. Mohou být vytvořena derivací od cizího kmene pomocí domácích afixů (např. elektrárna, doktorka), nebo méně často kompozicí (kompozita a juxtapozice): elektroléčba, kávovar.

## Klasifikace přejatých slov
Přejatá slova (slova cizího původu) lze rozdělit na zdomácnělá a cizí.
Zdomácnělá slova jsou slova, u nichž si již mluvčí jazyka cizí původ neuvědomují, např. česká slova knedlík, pytel, škola, anglická beef, wine. Obvykle prošla úplnou fonologickou, morfologickou i pravopisnou adaptací a jsou považována za běžnou součást domácí slovní zásoby.
Cizí slova jsou slova, která mohou být více či méně přizpůsobena českému pravopisu, výslovnosti a gramatickému systému, na rozdíl od slov zdomácnělých si však stále zachovávají cizorodý ráz a jejich cizí původ obvykle bývá mluvčímu zřejmý.
Mnoho přejatých slov v češtině časem „zdomácnělo“ (například slovo džem z anglického jam prošlo úplnou ortografickou a fonologickou adaptací) natolik, že už nevzbuzují dojem cizího původu. Naproti tomu existují i výrazy převzaté, které si i přes časté užívání zachovávají „cizí“ charakter (typicky např. odborné termíny či internacionalismy typu aritmetika, management, apod.).
Cizí slova lze podle frekvence v jazyce rozdělit na více skupin:
- běžná, obecně užívaná, přecházející ke zdomácnělým, jejich pravopis je přizpůsoben fonetice recipientního jazyka: v češtině např. biftek, káva, traktor.
- méně častá, ale obecně užívaná, např. bonsaj, plankton, voliéra.
- internacionalismy, společná většině kulturních jazyků (obvykle z latiny, řečtiny, arabštiny), např. admirál, medicína, republika.
- odborné a slangové termíny, např. aretovat, karburátor, stetoskop.
- hovorová, vulgární či argotová – hlavně z němčiny, jidiš, romštiny, např. čorovat, ksicht, póvl.

### Přejatá slova podle oborů a pole působnosti
- Biologie: termíny z latiny, názvy rostlin a živočichů z mnoha jazyků, i mimoevropských.
- Byznys a bankovnictví: termíny z angličtiny a francouzštiny, částečně z italštiny.
- Matematika: terminologie z řečtiny, arabštiny a latiny.
- Medicína: termíny z latiny, řečtiny, méně z arabštiny.
- Náboženství:
  - Buddhismus a hinduismus: ze sanskrtu.
  - Islám: z arabštiny.
  - Judaismus: z hebrejštiny.
  - Křesťanství: z řečtiny, latiny, méně z hebrejštiny a aramejštiny.
- Politologie a filozofie: většina termínů z řečtiny.
- Technika:
  - Výpočetní technika: vesměs z angličtiny
  - Automobilismus: z angličtiny a francouzštiny
- Umění:
  - Architektura: termíny z italštiny, francouzštiny a španělštiny.
  - Vážná hudba: termíny vesměs z italštiny.
  - Výtvarné umění: z latiny, italštiny a francouzštiny.

## Přejatá slova v češtině
Přejatá slova tvoří podstatnou část slovní zásoby českého jazyka. Nejstarší přejímky z uralských, germánských a keltských jazyků lze datovat do praslovanského období, jsou však málo početné. Patří k nim např. některé místní názvy (Ohře, Jizera) nebo jména některých zvířat (např. bobr, velbloud).
Pozdějšího data jsou latinské, řecké a hebrejské výpůjčky, související s přijetím křesťanství v 9. století (např. kostel, anděl, mnich, škola...). Velmi intenzívní byla jazyková výměna mezi češtinou a němčinou, trvající od vrcholného středověku až do 20. stol. Vrcholu dosáhla za vlády Habsburků a následné germanizace v 17.–19. století. Od 16. stol. pronikaly do češtiny výpůjčky z maďarštiny, rumunštiny (souvisejících s valašskou kolonizací), turečtiny (v době tureckých válek) a jihoslovanských jazyků. V 16.–18. stol. došlo rovněž k převzetí mnoha slov italského, později v 18.–19. stol. také francouzského původu, zejména z oboru hudební vědy, umění a architektury, gastronomie nebo módy. V době národního obrození tehdejší jazykovědci a literáti aktivně převzali množství slov z jiných slovanských jazyků, zejména z ruštiny (tzv. rusismy) a polštiny (polonismy). Méně byly využívány jazyky jihoslovanské. Druhá vlna masového přejímání z ruštiny (zahrnující hlavně politické a ekonomické termíny) je datována nástupem komunistického režimu po roce 1948. Od poloviny 20. stol. je nejvíce slov do češtiny přejímáno z angličtiny, především z odvětví sportu či technologií, zejména výpočetní techniky. Tento trend je úzce spjat s postupem globalizace.
Prostřednictvím angličtiny, španělštiny, francouzštiny a ruštiny (výjimečně i přímou cestou) byla do češtiny přejata četná slova z exotických, mimoevropských jazyků, jako jsou arabština, indické jazyky, čínština, japonština, ale také jazyky indiánské, polynézské nebo africké. Tato slova často označují reálie života v daných oblastech, názvy exotických rostlin či živočichů, výjimkou jsou sanskrt, hebrejština a zejména arabština, z nichž pocházejí i některé internacionalismy.

## Příklady přejatých slov v češtině

### Výpůjčky zindoevropských jazyků
- Z baltských jazyků – jantar

- Ze slovanských jazyků:
  - Z ruštiny: mnoho přejímek v době národního obrození: jezero, vesmír, mrož, něžný, vkus, vzduch, znamenitý, ale i pozdější přejímky z období komunismu ve 20. stol. V mnoha případech se jedná o zkratková slova, jako artěl, kolchoz, komsomolec, politruk, samizdat. Z jiných slov například bezprizorný, borec, průmysl, vodka, závod.
  - Z jihoslovanských jazyků: četník, chobotnice, junák, smokev, vampýr.
  - Z polštiny: brunátný, bryčka, horal, lidový, mazurka, obřad, tklivý, z nespisovných a obecně českých slov např. čudlík.
  - Ze slovenštiny: batoh, fujara

- Z germánských jazyků:
  - Z angličtiny: mnoho termínů přejato od konce 19. stol. zejména z odvětví sportu: fotbal, gól, hokej, ofsajd, snowboard, později i techniky, zvláště výpočetní: internet, server, software, moderní hudby: rock, punk, metal a literatury: fantasy, sci-fi. Další přejatá slova např. biftek, džíny, farma, kovboj, svetr, víkend.
  - Z němčiny: nejvíce přejatých slov v češtině pochází z němčiny, např. buřt, cibule, hejtman, knedlík, kšandy, nudle, pytel, rytíř, stodola, špejle, šunka, talíř, rovněž velmi frekventovaná slovesa muset či malovat. Některé germanismy mají spíše hovorový nebo slangový charakter: buřt, rašple, ratlík, případně vysloveně nespisovné až vulgární: ksicht, kšeft, póvl, šlompák.
  - Z nizozemštiny: duna, halibut, kajuta, kóje, polder.
  - Z afrikánštiny: komando, rooibos, trek.
  - Ze švédštiny: moped, nikl, ombudsman, skanzen.
  - Z norštiny a islandštiny: alka, fjord, gejzír, loft.
  - Z jidiš: hlavně hovorová slova, např. čurbes, pajzl, šoufl, ale i spisovné slovo šoulet.
  - Z franštiny: baron.
  - Z gótštiny: kotel, velbloud.

- Z románských jazyků a latiny:
  - Z latiny: zejména církevní terminologie a internacionalismy z oblasti vědy, náboženství, vojenství či politiky. Např. biskup, generál, kostel, klášter, komora, magistr, major, ministr, prezident, princ, republika, škola, výjimečně i nespisovná slova: špeluňka.
  - Z italštiny: zejména hudební terminologie, například alt, forte, kapela, libreto, piano, primadona, tenor. Dále z umění a architektury: arkáda, busta, mansarda, štuk. Další slova, např. banka, citadela, groteska, mafie, pizza, špagety.
  - Ze španělštiny: albatros, armáda, bandita, hola, jadeit, melasa, rodeo, siesta, tuňák.
  - Z portugalštiny: fetiš, kasta, makak, negr, pagoda.
  - Z francouzštiny: mnoho slov, některá přejatá již ve středověku a raném novověku: kavalír, páže, turnaj. Více přejímek z období 18.-19. století, často z oboru módy a umění, například: ateliér, balustráda, kostým, lila, manžeta, móda, parfém, růž, terasa. Také z gastronomie: bujón, filé, krém, majonéza, želé, vojenství a politiky: aféra, batalion, dragoun, kapitán, režim. Dále inženýr, mariáš, relé, terén. Také některá nespisovná a vulgární slova, jako jsou bordel a mordyjé.
  - Z rumunštiny: většinou slova související s valašskou kolonizací a pastýřstvím, např. bryndza, salaš, valach, vatra, dále např. palačinka.
  - Z dalmatštiny: locika

- Z indoíránských jazyků:
  - Ze sanskrtu: atol, buddha, cukr, guru, jóga, krajta, lak, opál, rýže, safír, sloka, šakal.
  - Z hindštiny: džungle, punč, šampon.
  - Z bengálštiny: bungalov, juta.
  - Z nepálštiny: panda.
  - Z perštiny: asasín, bakšiš, balkon, bazar, divan, kaftan, limonáda, magie, pyžamo, sandály, šachy, tapeta, tygr.
  - Z romštiny: hovorové, argotové až vulgární termíny, například čokl, čórovat, love, vajgl.

- Z řečtiny: zejména církevní terminologie a internacionalismy z oblasti vědy, medicíny a politiky, jako jsou anděl, Bible, biologie, demokracie, drak, filozofie, fyzika, klinika, krokodýl, lev, papír, politika, sympozium, syndrom, syntéza.

- Z keltských jazyků: dolmen, flanel, golf, klan, kromlech, menhir, pléd, poník, slogan, whisky.

### Výpůjčky zugrofinskýchaaltajských jazyků
- Z finštiny: kambala, sauna, tundra.
- Ze sámštiny: lumík.
- Z maďarštiny: bačkory, bunda, čardáš, guláš, husar, kočí, palcát, paprika, šavle, šohaj, vyžle.
- Z jakutštiny: mamut (?).
- Z mongolštiny: bohatýr, dalajláma, horda, hulán, hurá, chán, jurta, knuta, korouhev.
- Z turečtiny: čabraka, čakan, čižmy, chomout, jogurt, karabáč, karakal, kefír, kiosek, koliba, kukuřice, pilaf, sofa, tulipán, lokaj.
- Z tatarštiny: buran, kaviár, kozák, kulak, papacha, tajga.
- Z evenštiny: šaman.

### Výpůjčky zdrávidských jazyků
- Z kannadštiny: dhoul.
- Z tamilštiny: karí, katamarán, mango, mungo, páv, pepř, týk.
- Z telugštiny: bandikut.

### Výpůjčky zafroasijských jazyků
- Z hebrejštiny: aleluja, amen, balzám, eden, hosanna, kabala, rabín, satan. Některá hovorová slova: chucpe, kibicovat, košer, mešuge, mišmaš.
- Z aramejštiny: farizej, opat.
- Z arabštiny: admirál, algebra, alkohol, benzín, cifra, gazela, elixír, fenek, chemie, jasmín, karafa, karavana, káva, matrace, nafta, sirup, šafrán, šejk, špenát, tarif, varan, žirafa.
- Ze staré egyptštiny: blůza, endivie, faraon.
- Z berberských jazyků: harissa, merino, nomád.

### Výpůjčky z jazyků východní Asie
- Z čínštiny: čaj, ginkgo, kaolin, kečup, kung fu, liči, sója, tajfun, tofu, ženšen.
- Z japonštiny: bonsaj, džudo, gejša, karaoke, kimono, samuraj, sudoku, sumo, suši.
- Z korejštiny: kimčchi, taekwondo.
- Z tibetštiny: jak, láma.
- Z jazyka mišmi: takin.
- Z thajštiny : kratom
- Z malajštiny: agar, babirusa, bambus, batika, binturong, durian, džunka, gekon, gong, kafr, kakadu, orangutan, ratan, ságo.
- Z tagalštiny: jojo, ylang ylang.
- Z vietnamštiny: lokvát, longan.

### Výpůjčky z jazyků Austrálie a Oceánie
- Z polynéských jazyků:
  - Z havajštiny: hula, ukulele, wiki.
  - Z maorštiny: kakapo, kea, kivi, moa, takahe.
  - ze samojštiny: tetování.
  - Z tonžštiny: tabu.
- Z australských jazyků: bumerang, dingo, koala, vombat.

### Výpůjčky z afrických jazyků
- Z wolofštiny: banán.
- Z lubštiny: šimpanz.
- Ze zuluštiny: impala.
- Z jazyka tswana: tilápie.
- Z mandingštiny: kola.
- Z igboštiny: okra
- Ze konžštiny: okapi, zebra.
- Ze svahilštiny: dengue, mamba, safari.
- Z bantuských jazyků: baobab, bongo, djembe, vúdú, zombie.
- Z kojsanských jazyků: gnu, kvaga.
- Z malgaštiny: aje aje, indri, ravenala, sifaka.

### Výpůjčky zjazyků Ameriky
- Z inuitštiny: anorak, iglú, kajak, keporkak, malamut.
- Z algonkinských jazyků: hickory, karibu, Manitou, opossum, squaw, tobogán, tomahavk, totem, vigvam, wapiti.
- Z huronštiny: ondatra.
- Z lakotštiny: týpí.
- Z kríkštiny: katalpa.
- Z činúkštiny: potlach.
- Z nahuatlu: avokádo, axolotl, čokoláda, chilli, kojot, ocelot, kvesal, tomato.
- Z mayštiny: cigáro, hurikán.
- Z aravackých jazyků: hamaka, kajman, kolibřík, kvajáva, leguán, mangrove, savana.
- Z karibských jazyků: kanibal, papája, pekari.
- Z jazyka čibča: barbecue.
- Z kečujštiny: čerimoja, guáno, chinin, koka, kondor, lama, pampa, puma, vikuňa.
- Z ajmarštiny: činčila, alpaka.
- Z mapučštiny: araukárie, pončo.
- Z jazyka guaraní: jaguarundi, kapybara, nandu.
- Z jazyka tupí: aguti, ara, ananas, jabiru, jaguár, maniok, piraňa, seriema, tapír, tanga, teju, tukan.

### Výpůjčky z jiných jazyků
- Z etruštiny: aréna, ceremoniál. market, satelit
- Z baskičtiny: ančovičky, harpuna, pelota.
- Z kavkazských jazyků: kinžál, šašlyk.